# ATP Challenger Lanzarote
Das ATP Challenger Lanzarote (offiziell: Isla de Lanzarote) war ein Tennisturnier, das von 2006 bis 2008 in Puerto del Carmen auf Lanzarote stattfand. Es gehörte zur ATP Challenger Tour und wurde im Freien auf Hartplatz gespielt. Rik De Voest ist mit zwei Titeln im Doppel Rekordsieger des Turniers.

## Liste der Sieger

### Einzel
| Jahr | Sieger             | Finalgegner        | Ergebnis      |
| ---- | ------------------ | ------------------ | ------------- |
| 2008 | Stéphane Bohli     | Lu Yen-hsun        | 6:3, 6:4      |
| 2007 | Jo-Wilfried Tsonga | Paul Baccanello    | 6:2, 6:2      |
| 2006 | Filip Prpic        | Jo-Wilfried Tsonga | 3:6, 6:3, 6:4 |

### Doppel
| Jahr | Sieger                             | Finalgegner                        | Ergebnis  |
| ---- | ---------------------------------- | ---------------------------------- | --------- |
| 2008 | Rik De Voest (2) Łukasz Kubot      | Gilles Müller Aisam-ul-Haq Qureshi | 6:2, 7:62 |
| 2007 | Luke Bourgeois Rik De Voest (1)    | Noam Okun Dudi Sela                | 6:3, 6:1  |
| 2006 | Grégory Carraz Jean-Michel Pequery | Benedikt Dorsch Steven Korteling   | 6:3, 7:5  |